# Philippe Bauer

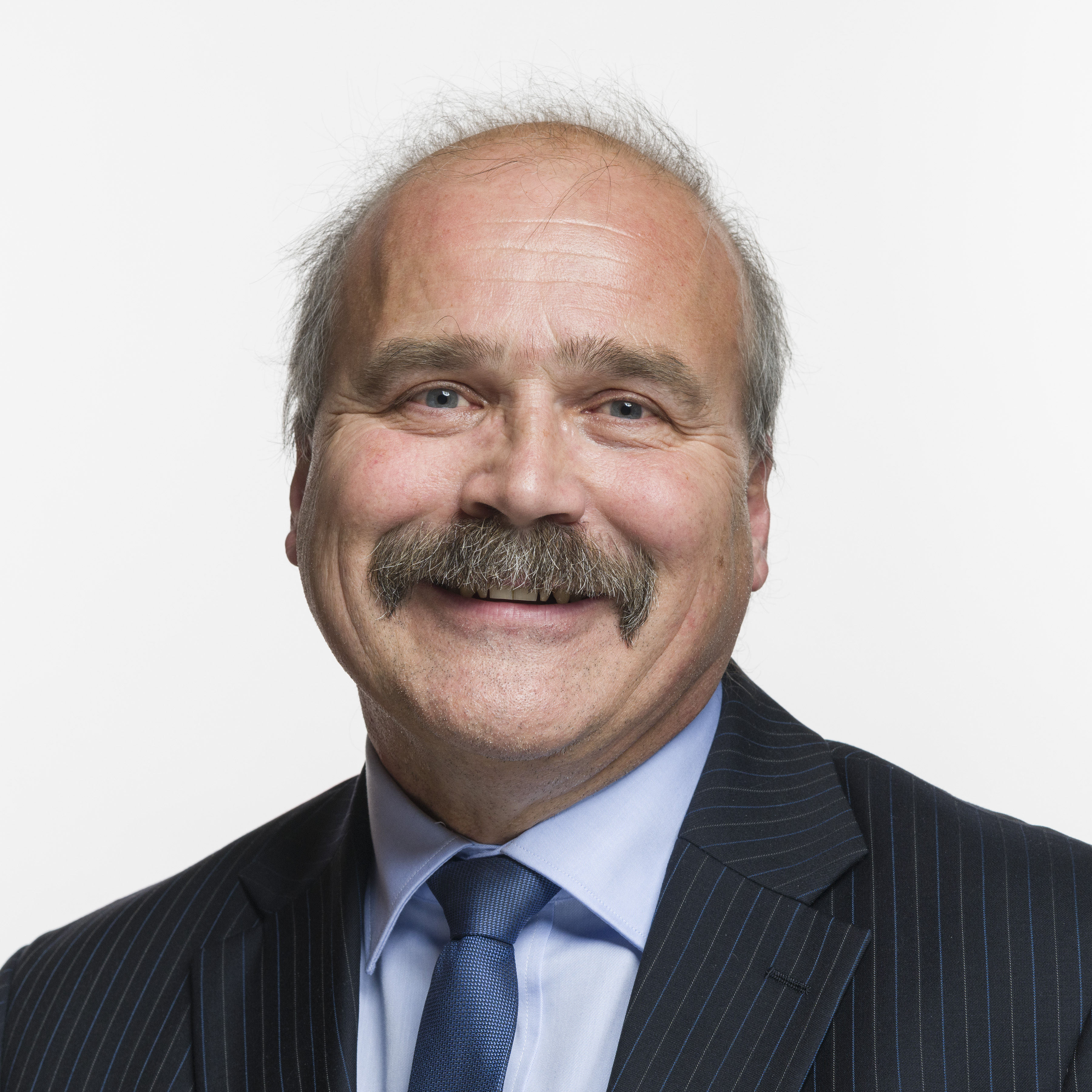
Philippe Bauer (2019)

Philippe Bauer (* 9. April 1962 in Neuenburg; heimatberechtigt ebenda) ist ein Schweizer Politiker (FDP). Von 2019 bis 2023 war er Ständerat, von 2015 bis 2019 Nationalrat.

## Biographie
Philippe Bauer studierte an der Universität Neuenburg Jura und schloss 1987 mit dem Lizentiat ab. 1989 erhielt er seine Anwaltslizenz und wurde Rechtsanwalt. Diesen Beruf übt er im Rahmen seiner eigenen Kanzlei neben seinen politischen Ämtern weiterhin aus. Er ist verheiratet und Vater dreier Kinder.

## Politische Karriere
Von 2001 bis 2015 war er Mitglied des Grossen Rates des Kantons Neuenburg, den er von 2013 bis 2014 präsidierte. 2015 wurde er in den Nationalrat und 2019 in den Ständerat gewählt.
Bei den Wahlen 2023 wurde er nicht wiedergewählt.